# Philippe Gallas
Philippe Gallas est un footballeur français, né le 7 avril 1959 à Cavaillon en France, qui évoluait au poste de défenseur.

## Biographie
Formé à l'INF Vichy, il évolue par la suite au Nîmes Olympique.
Philippe Gallas dispute au cours de sa carrière 23 matchs en Division 1 et neuf matchs en Division 2.